# Acropora squarrosa
Acropora squarrosa е вид корал от семейство Acroporidae. Възникнал е преди около 2,59 млн. години по времето на периода неоген. Видът е незастрашен от изчезване.

## Разпространение и местообитание
Разпространен е в Британска индоокеанска територия, Джибути, Египет, Еритрея, Йемен, Израел, Йордания, Кения, Коморски острови, Мавриций, Мадагаскар, Майот, Мозамбик, Оман, Реюнион, Саудитска Арабия, Сейшели, Сомалия, Судан и Танзания.
Среща се на дълбочина от 4,5 до 23 m, при температура на водата около 28,1 °C и соленост 34,3 – 34,4 ‰.

## Описание
Популацията на вида е намаляваща.